# Gran Premi de Sud-àfrica del 1962
Resultats del Gran Premi de Sud-àfrica de Fórmula 1 de la temporada 1962, disputat al circuit d'East London el 29 de desembre del 1962.

## Resultats
| Pos | No | Pilot                   | Equip               | Voltes | Temps/ Retirada              | Pos. de sortida | Punts |
| --- | -- | ----------------------- | ------------------- | ------ | ---------------------------- | --------------- | ----- |
| 1   | 3  | Graham Hill             | BRM                 | 82     | 2h 08' 03. 3                 | 2               | 9     |
| 2   | 8  | Bruce McLaren           | Cooper - Climax     | 82     | + 49.8 s                     | 8               | 6     |
| 3   | 9  | Tony Maggs              | Cooper - Climax     | 82     | + 50.3 s                     | 6               | 4     |
| 4   | 10 | Jack Brabham            | Brabham - Climax    | 82     | + 53.8 s                     | 3               | 3     |
| 5   | 11 | Innes Ireland           | Lotus - Climax      | 81     | + 1 Volta                    | 4               | 2     |
| 6   | 20 | Neville Lederle         | Lotus - Climax      | 78     | + 4 Voltes                   | 10              | 1     |
| 7   | 4  | Richie Ginther          | BRM                 | 78     | + 4 Voltes                   | 7               |       |
| 8   | 18 | John Love               | Cooper - Climax     | 78     | + 4 Voltes                   | 12              |       |
| 9   | 5  | Bruce Johnstone         | BRM                 | 76     | + 6 Voltes                   | 17              |       |
| 10  | 14 | Ernie Pieterse          | Lotus - Climax      | 71     | + 11 Voltes                  | 13              |       |
| 11  | 15 | Carel Godin de Beaufort | Porsche             | 70     | Prob. amb el combustible     | 16              |       |
| Ret | 1  | Jim Clark               | Lotus - Climax      | 62     | Pèrdua d'oli                 | 1               |       |
| Ret | 21 | Doug Serrurier          | LDS - Alfa Romeo    | 62     | Radiador                     | 14              |       |
| Ret | 7  | Roy Salvadori           | Lola - Climax       | 56     | Pèrdua de combustible        | 11              |       |
| Ret | 22 | Mike Harris             | Cooper - Alfa Romeo | 31     | Pressió de rodes             | 15              |       |
| Ret | 6  | John Surtees            | Lola - Climax       | 26     | Motor                        | 5               |       |
| Ret | 2  | Trevor Taylor           | Lotus - Climax      | 11     | Caixa canvi                  | 9               |       |
| WD  | 12 | Gary Hocking            | Lotus - Climax      |        | Pilot mort abans de la cursa |                 |       |
| WD  | 16 | Syd van der Vyver       | Lotus - Climax      |        | Prob. tècnics                |                 |       |
| WD  | 17 | Tony Settember          | Emeryson - Climax   |        |                              |                 |       |
| WD  | 19 | Sam Tingle              | Lotus - Climax      |        | Pilot absent                 |                 |       |

## Altres
- Pole: Jim Clark 1' 29. 3

- Volta ràpida: Jim Clark 1' 31. 0 (a la volta 3)